# Dã nhân
Dã nhân (野人) là người hoang dại, thô lỗ, không văn minh, hung bạo, hiếu chiến.  Người Hán  xưa tự cho mình là hoa (tinh hoa), các tộc người khác đều là mọi rợ, đều là dã nhân. Cùng với thời gian, dã nhân trở thành hình mẫu nhân vật  anh hùng , tượng trưng cho sức mạnh, tự do, phóng khoáng, nghĩa hiệp.